# Mercedes-Benz C215
Mercedes-Benz C215 — кодовое обозначение купе CL-класса второго поколения немецкой марки Mercedes-Benz, выпускался с 1999 по 2006 год. Модель ознаменовала собой второе поколение образованного в 1996 году CL-класса, в который была выделена купе-версия S-класс. У автомобиля был отдельный номер кузова, но шасси и трансмиссия были одинаковыми с седаном W220 S-класса, выпускавшимся параллельно. В экстерьере в противовес прежним прямоугольным формам, Mercedes-Benz использовал дизайн передних фар, ставших теперь визуально разделёнными и овальной формы (т. н. «глазастая» серия). Хотя автомобиль и был внедрен в эпоху, когда качество автомобилей Mercedes-Benz резко снизилось (за счет неудачной политики снижения себестоимости и экономии средств производства), ввиду более престижного положения, а также относительно невысокого объёма выпуска, C215 смог избежать данной участи, в отличие от седана W220.

## Описание

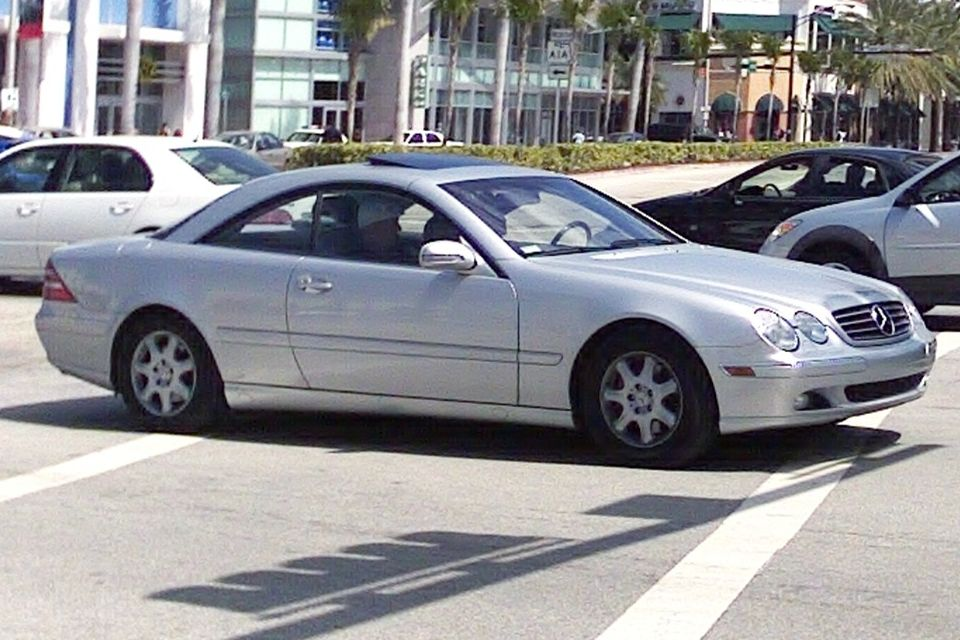
CL500 первой серии (1999—2002)

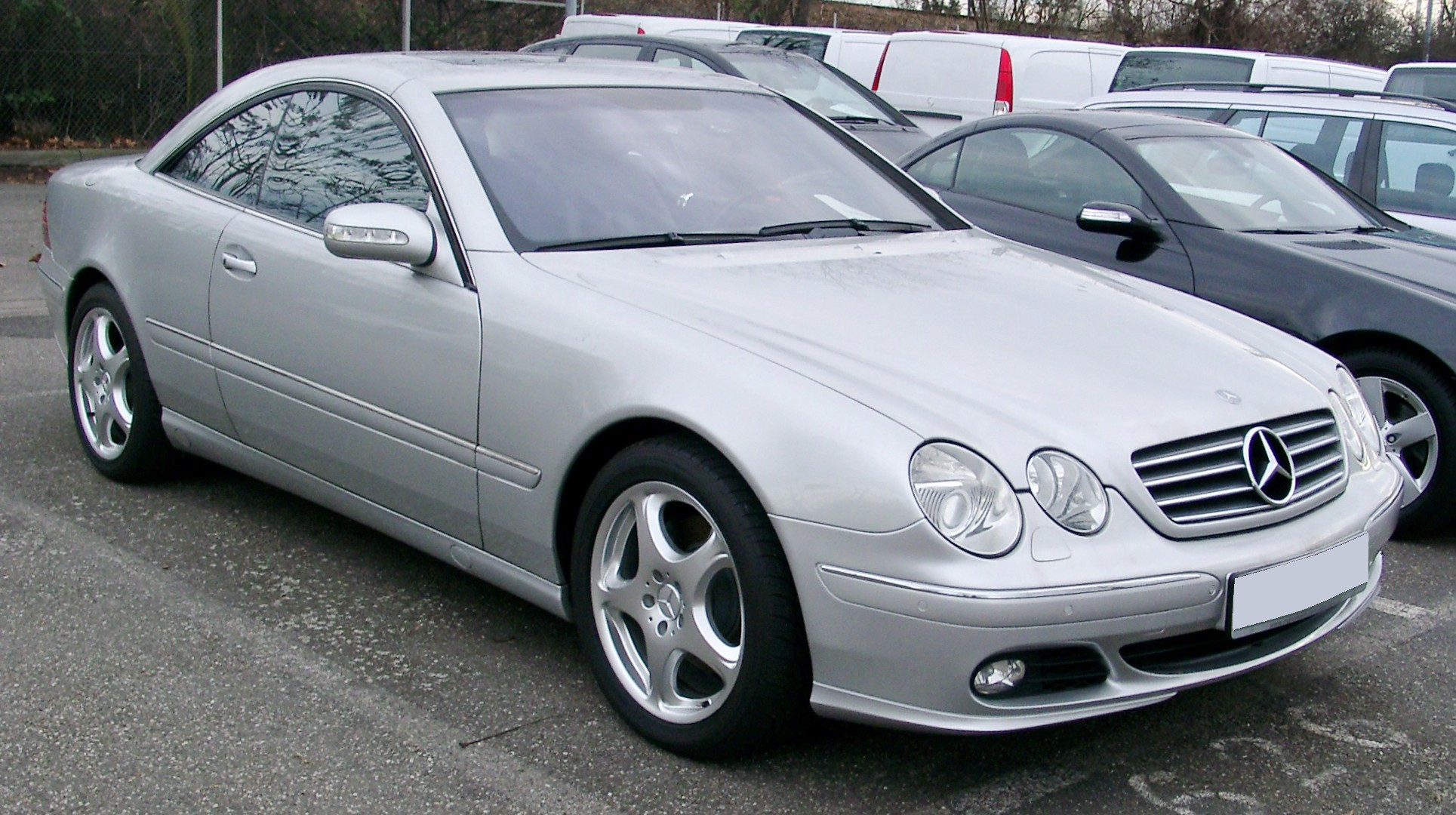
CL500 второй серии (2002—2006)

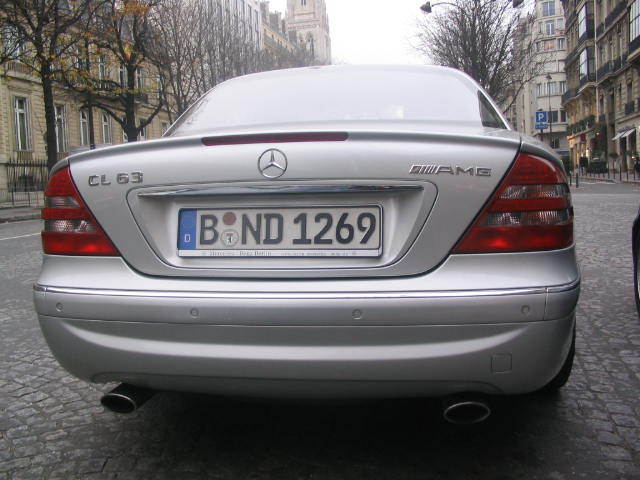
Редкая модель СL63 AMG выпускалась в течение 2002-го года

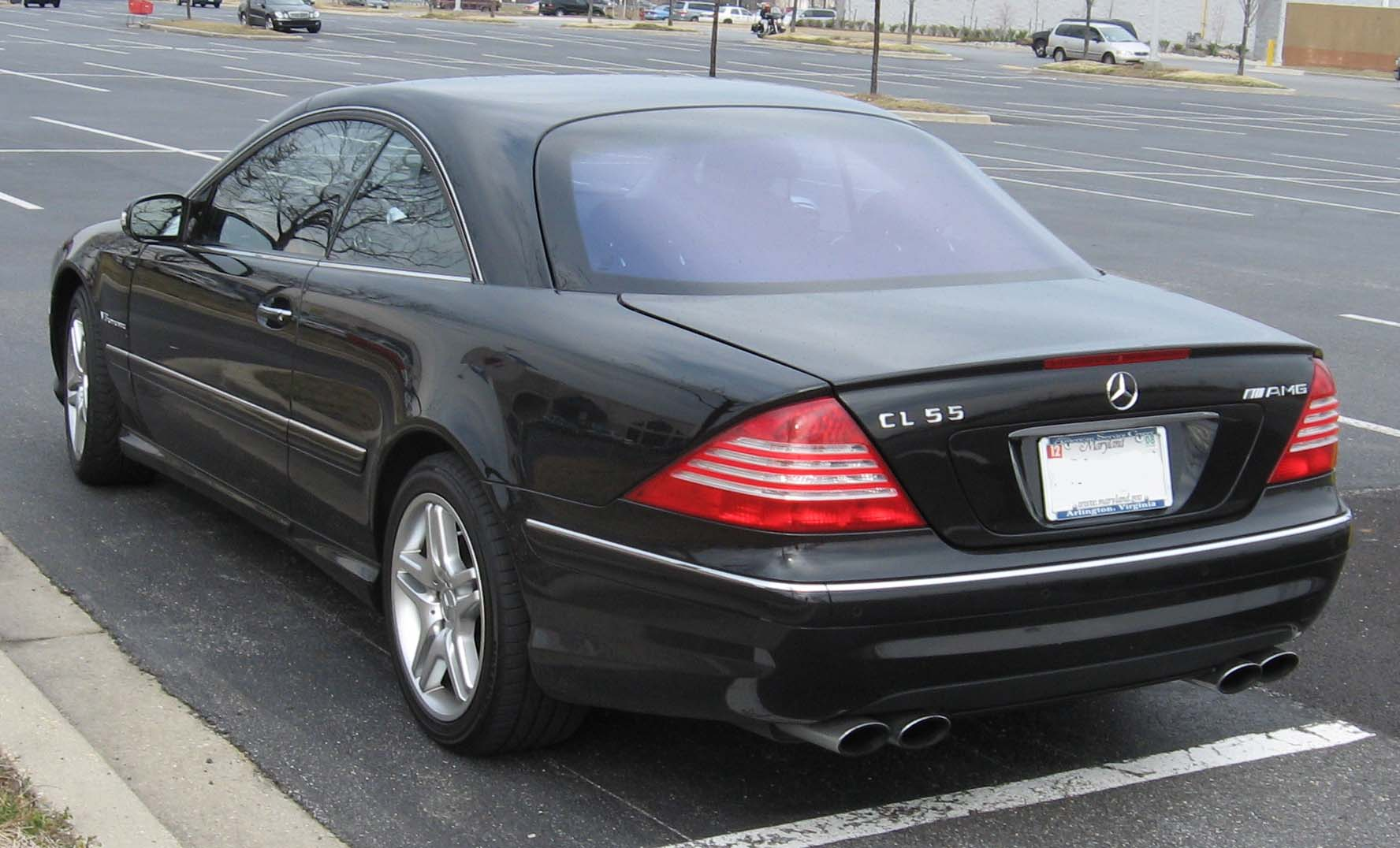
CL55 AMG второй серии (2002—2006)

Премьера C215 состоялась в марте 1999 года на Женевском автосалоне, а у дилеров первые модели появились уже к осени. Автомобиль заменил купе C140. Как и седан S-класса, W220, конструкция машины была основана на аналогичной планировке — благодаря применению более лёгких материалов для кузова и компактного расположения узлов и агрегатов, несмотря на потерю внешнего объёма, внутренний был увеличен. В целом, если критики оценили данную схему для седана как неудачную, так как автомобиль потерял часть престижа и авторитета который его предшественники создавали, то в более спортивный купе данная схема очень органично вписалась, создав, в отличие от предшественника, эффекты лёгкости и мощности.
Как и на седане W220, на С215-м стояла самая совершенная техника безопасности и комфорта шоферу и пассажирам. Гидравлическая подвеска «Active Body Control» с системой адаптации, ксеноновые фары, парктроник, система спутниковой навигации COMAND, система вспомогательного торможения Brake Assist System, мультифункциональный руль, автоматический климат-контроль с угольным фильтром входили в стандартную комплектацию. А за доплату можно было заказать систему бесключевого запуска keyless-go, систему голосового управления Lingvatronic, ортопедические кресла, телевизор, подогрев руля и многое другое. Но самое роскошное — это вместо деревянной заказать гранитную обшивку (толщиной от 0,6 до 0,8 мм) передний панели, дверей и т. д.
Силовая установка автомобиля изначально состояла из двух двигателей. Модель «CL500» с новым V8 M113, и «CL600» с аналогично новым V12 M137. Оба двигателя хотя и уступали по мощностям предшественнику, но из-за более легкого кузова и лучшего аэродинамического профиля (0,30 Cx) динамические характеристики заметно улучшились (разгон 500-й от нуля до ста км/ч вместо 7,5 секунды стал 6,3; для 600-го 5,9 вместо 6,6), а экономия обоих двигателей была значительно выше тех, которые стояли на C140. Показатель последней характеристики был также частично достигнут за счёт применения системы выключателя цилиндров (ZAS), которая при низких оборотах отключала одну пару на CL500 и до трёх на CL600. Фактически при городской езде автомобиль работал как шестицилиндровый.
В начале 2000 года модельный ряд пополнил ещё один автомобиль — «CL55 AMG», созданный дочерней тюнинговой фирмой Mercedes-AMG. Главным отличием было наличие крупного 5,5-литрового двигателя М113. Машина также имела более спортивные тормоза, подвеску и коробку передач. В том же 2000 году была организована малая партия из 55-ти автомобилей CL 55 AMG т. н. «F1 Limited Edition» с более широкими задними крыльями и прочими тюнинговыми атрибутами, ставших первыми в мире серийными автомобилями с керамическими тормозами. В начале 2002 года появилась также мелкосерийная версия на спецзаказы «CL63 AMG» с огромным в 6,3 литра двигателем V12 мощностью в 444 л. с. Последний выпускался только в течение одного месяца и всего в 26-ти экземплярах. Так же существовали версии с двигателями производства Brabus и Carlsson. К таковым относятся двигатели M113 объёмом 5,8 литров, 6,1 литров с компрессором «Brabus K8», а также — V12 производства Brabus 6,3 литра битурбо, мощностью 700 л. с. и V12 битурбо, объёмом 6,7 литров, мощностью 900 л. с., а также двигатель Carlsson V12 битурбо, объёмом 7,4 литра и мощностью 1050 л. с.
В конце 2002 года вся серия прошла модернизацию. Внешне различия были незначительными: более прозрачные стекла передних фар с улучшенной оптикой, новые стекла задних фар, почти незаметная новая форма переднего бампера, новые боковые зеркала с огоньком подсветки среды рядом с дверью. Внутри салон получил новую систему COMAND с более широким экраном. Помимо этого, были модернизированы системы предварительной безопасности Pre-Safe и активной адаптивной подвески Active Body Control.
В основном изменениям подверглись силовые агрегаты. Из небольшого модельного ряда лишь «CL500» остался без изменений (хотя в сентябре 2003 года он получил новую семиступенчатую коробку передач 7G-tronic). Двигатель на «CL55 AMG» был доработан нагнетателем, входе чего мощность выросла с 360 л. с. до 500. А М137 на «CL600» был заменен на новый битурбинный M275. Разгон до «сотни» на этих автомобилях сократился до 4,4 секунды. Последней стала модель «CL65 AMG», под капотом которой стоял мотор V12 М275 с невероятной мощностью в 612 л. с. и максимальным крутящим моментом в целых 1000 Н·м. На этом автомобиле при желании покупателя планку электрического ограничителя скорости могли поднять до 300 км/ч, выше, по словам специалистов, шины не смогут выдержать.
В марте 2006 года производство завершилось, на смену пришёл новый автомобиль Mercedes-Benz C216. Всего было выпущено 46 тысяч автомобилей (почти вдвое больше предшественника). В целом автомобиль оставил за собой хорошую репутацию, и тем самым, способствовал восстановлению репутации автомобилей марки Mercedes-Benz как высококачественных и надежных в начале 2000-х.

### Технические данные
|                       | CL 500                                                                 | CL 55 AMG                          | CL 55 AMG                          | Brabus B11                         | Brabus K8                          | Carlsson CK63 RS                                             | Carlsson CK 63RSR                                            | CL 600                             | CL 600                             | CL 63 AMG                                                                            | CL 65 AMG                                                                            | Brabus 700                    | Brabus 900 Rocket             | Carlsson CK 74                                               |
| --------------------- | ---------------------------------------------------------------------- | ---------------------------------- | ---------------------------------- | ---------------------------------- | ---------------------------------- | ------------------------------------------------------------ | ------------------------------------------------------------ | ---------------------------------- | ---------------------------------- | ------------------------------------------------------------------------------------ | ------------------------------------------------------------------------------------ | ----------------------------- | ----------------------------- | ------------------------------------------------------------ |
| Серийный №            | 215.375                                                                | 215.373                            | 215.374                            | -                                  | -                                  | -                                                            | -                                                            | 215.378                            | 215.376                            | -                                                                                    | 215.379                                                                              | -                             | -                             | -                                                            |
| Годы выпуска          | 03,1999−03,2006                                                        | 09,1999−08,2002                    | 09,2002−03,2006                    | 2003-2006                          | 2003-2006                          | 2003-2006                                                    | 2003-2006                                                    | 09,1999−08,2002                    | 09,2002−03,2006                    | 09,2001                                                                              | 09,2003−03,2006                                                                      | 2003-2006                     | 2003-2006                     | 2003-2006                                                    |
| Двигатель             | M113E50 (113.960ME)                                                    | M113E55 (113.986)                  | M113E55ML (113.991)                | M113                               | M113                               | R113                                                         | R113                                                         | M137E58 (137.970ME)                | M275KE55LA (275.950)               | M137E55                                                                              | M275KE60LA (275.980)                                                                 |                               | M137 Brabus                   |                                                              |
| Тип двигателя         | V8                                                                     | V8                                 | V8 с механическим нагнетателем     | V8                                 | V8 c механическим нагнетателем     | V8                                                           | V8 с механическим нагнетателем                               | V12                                | V12 с двумя турбинами              | V12                                                                                  | V12 с двумя турбинами                                                                | V12 с двумя турбинами         | V12 с двумя турбинами         | V12 с двумя турбинами                                        |
| Объём двигателя       | 4966 cm³                                                               | 5439 cm³                           | 5439 cm³                           | 5800 cm³                           | 6100 cm³                           | 6200 cm³                                                     | 6200 cm³                                                     | 5786 cm³                           | 5513 cm³                           | 6258 cm³                                                                             | 5980 cm³                                                                             | 6300 cm³                      | 6700 cm³                      | 7400 cm³                                                     |
| Мощность              | 225 кВ (306 PS) при 5600 об/мин.                                       | 265 кВ (360 PS) при 5500 об/мин.   | 368 кВ (500 PS) при 6100 об/мин.   | 295 кВ (400 PS)                    | 450 кВ (612 PS)                    | 295 кВ (400 PS)                                              | 524 кВ (712 PS)                                              | 270 кВ (367 PS) при 5500 об/мин.   | 368 кВ (500 PS) при 5000 об/мин.   | 326 кВ (444 PS) при 5500 об/мин.                                                     | 450 кВ (612 PS) при 4800 об/мин.                                                     | 537 кВ (700 PS)               | 661 кВ (900 PS)               | 723 кВ (1050 PS)                                             |
| макс. крутящий момент | 460 Н·м при 2700-4250 об/м                                             | 530 Н·м при 3150-4500 об/м         | 700 Н·м при 2750 об/м              |                                    |                                    |                                                              |                                                              | 530 Н·м при 4100 об/м              | 800 Н·м при 1800-3500 об/м         | 620 Н·м при 4400 об/м                                                                | 1000 Н·м при 2000-4000 об/м (ограничен электроникой)                                 |                               |                               |                                                              |
| Коробка передач       | 5-ступенчатая, автоматическая с 09.2003: 7-ступенчатая, автоматическая | 5-ступенчатая, автоматическая      | 5-ступенчатая, автоматическая      | 5-ступенчатая, автоматическая      | 5-ступенчатая, автоматическая      | 5-ступенчатая, автоматическая или 6-ступенчатая механическая | 5-ступенчатая, автоматическая или 6-ступенчатая механическая | 5-ступенчатая, автоматическая      | 5-ступенчатая, автоматическая      | 5-ступенчатая, автоматическая                                                        | 5-ступенчатая, автоматическая                                                        | 7-ступенчатая, автоматическая | 7-ступенчатая, автоматическая | 7-ступенчатая, автоматическая или 6-ступенчатая механическая |
| Максимальная скорость | 250 км/ч (ограничена электроникой)                                     | 250 км/ч (ограничена электроникой) | 250 км/ч (ограничена электроникой) | 250 км/ч (ограничена электроникой) | 250 км/ч (ограничена электроникой) | 250 км/ч (ограничена электроникой)                           | 250 км/ч (ограничена электроникой)                           | 250 км/ч (ограничена электроникой) | 250 км/ч (ограничена электроникой) | 250 км/ч (ограничена электроникой) 300 км/ч (ограничена электроникой) на спец. заказ | 250 км/ч (ограничена электроникой) 300 км/ч (ограничена электроникой) на спец. заказ |                               |                               |                                                              |
| Разгон 0—100 км/ч     | 6,3 с                                                                  | 5,7 с                              | 4,8 с                              | 4,8 с                              | 4,3 c                              | 4,5 с                                                        | 4,4 с                                                        | 5,9 с                              | 4,8 с                              | 4,4 с                                                                                | 4,4 с                                                                                | 3,7 с                         | 3,2 с                         | 2,8 с                                                        |